# Несер, Фредерик
Фредерик Петер Легангер Несер (норв. Frederich Peter Leganger Næser; 6 октября 1816, Станге — 14 июня 1901) — норвежский офицер, генерал-лейтенант, гофмаршал.

## Биография
Родился 6 октября 1816 года в Станге в губернии Хедмарк в семье подполковника и военного комиссара Юхана Фредрика Несера (норв. Johan Fredrik Næser).
В 1837 году стал офицером, а 12 апреля 1861 года ему был присвоено звание капитана кавалерии.
В 1866 году стал командиром кавалерийской бригады, а в 1867 году был награждён орденом святого Олафа.
Был первый адъютантом короля Швеции и Норвегии Карла XV, а с 1884 по 1889 годы гофмаршалом короля Оскара II. В 1888 году ему было присвоено звание генерал-лейтенанта.
Увлекался фотографией. Его особняк в Кристиании, построенный в 1850-е по проекту немецкого архитектора Вильгельма фон Ханно, в 1885 году был продан У. Э. Киеру, одному из пяти сыновей известного норвежского лесоторговца Х. Киера и более сорока лет принадлежал из потомкам, а в настоящее время входит в комплекс строений посольства России в Норвегии.